# 이언 밀라
이언 밀라(영어: Ian Millar, 1947년 1월 6일~)는 캐나다의 승마 선수로 주 종목은 장애물 경주이다. 2008년 하계 올림픽에서 장애물 단체 종목에서 은메달을 획득했다. 올림픽에 10회 참가하여 모든 종목을 통틀어 최다 올림픽 참가 기록을 보유하고 있다.